# Llac Bolon
El llac Bolon (en rus: Болонь) és un llac d'aigua dolça que es troba al krai de Khabàrovsk, a la part asiàtica de Rússia. Té una superfície de 338 km², amb una llargada de 70 km i una amplada de 20 km. La profunditat màxima és de 3 m. Està connectat amb el riu Amur mitjançant una sèrie de canals.
És un important lloc de parada per a les aus migratòries. L'extrem sud del llac és una reserva natural.